# Teufelsmauer (Nordböhmen)

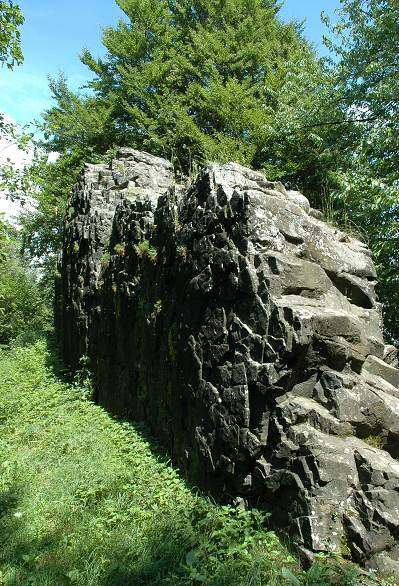
Die Teufelsmauer bei Osečná

Die Teufelsmauer (tschechisch Čertova zeď) war einst eine über 20 km lange Basaltmauer südlich des Jeschkengebirges in Tschechien.
Ursprünglich erstreckte sich diese von Světlá (Swetla) nahe dem  Ještěd (Jeschken) bis zum Bezděz (Bösig). Die durchschnittliche Höhe betrug einst zwischen 1,5 und 3 Meter. Ende des 19. Jahrhunderts wurde jedoch der größte Teil für die Gewinnung von Straßenschotter abgebaut.
Ein letztes Teilstück bei Osečná (Oschitz) steht als Nationales Naturdenkmal unter staatlichem Schutz.